# Безводно
Безво̀дно е село в Южна България, община Черноочене, област Кърджали. Отстои на около 26 км северозападно от Кърджали.

## География

### Местоположение
Село Безводно се намира в източната част на Западните Родопи . Разположено е на около 2,5 км югозападно от язовир Боровица, построен на река Боровица за питейно водоснабдяване. Надморската височина в северозападния край на селото е около 920 – 930 м, а в югоизточния – около 790 – 800 м.

### Население
При преброяването на населението в България през 2011 г., от общо 84 души население на Безводно, 83 лица са се самоопределили като етнически турци .
От данните за населението по населени места в Националния регистър на населените места  следва, че от 1934 г. (1590 души) до 1956 г. (1982 души) населението е нараснало с около 23%, а през 2018 г. (56 души) е намаляло спрямо 1934 г. с около 96,5% и спрямо 1956 г. – с около 97,2%, при което само за периода от 1956 г. до 1985 г. (380 души) спадът е бил около 81%.
Към 31 декември 1934 г.  към село Безводно спадат махалите Бозва, Гоганци (Гоганлар), Желтуш (Саръ кая), Кастан чаир, Раздол (Разюле) и Ряна. 

## История
Селото – тогава с име Сусус – е в България от 1912 г. Преименувано е на Безводно с министерска заповед № 3775, обнародвана на 7 декември 1934 г.
През 1986 г. към село Безводно е присъединено обезлюденото поради изселване село Кадънка (Хасан кьой) , което впоследствие е останало под водата на язовир „Боровица“.

## Религии
В село Безводно се изповядва ислям.

## Обществени институции
Село Безводно е с кметско наместничество към община Черноочене.
Молитвеният дом в село Безводно е джамия. 

## Културни и природни забележителности
На около 2,5 км на запад-северозапад от Безводно е връх „Чиляка“ , най-висок в планинския рид Каракулас – 1459 м.
В близост до селото, край маркираната пътека за връх „Чиляка“, има водопад с височина около 25 – 28 м и сезонна активност – до месец юли и след първите есенни дъждове. В местността „Кован кая“ има множество изсечени скални ниши.